# Herluf Bidstrup - en bladtegner
Herluf Bidstrup - en bladtegner er en dansk dokumentarfilm instrueret af Ib Makwarth og Frank Paulsen.

## Handling
En portrætfilm om kunstneren og satiretegneren Herluf Bidstrup (1912-1988). Bidstrup interviewes, og der er reportage fra en rejse til Sovjetunionen.